# 대한민국 형사소송법 제107조
대한민국 형사소송법 제107조는 우체물의 압수에 대한 형사소송법의 조문이다.

## 조문
제107조(우체물의 압수) ① 법원은 필요한 때에는 피고사건과 관계가 있다고 인정할 수 있는 것에 한정하여 우체물 또는 「통신비밀보호법」 제2조제3호에 따른 전기통신(이하 "전기통신"이라 한다)에 관한 것으로서 체신관서, 그 밖의 관련 기관 등이 소지 또는 보관하는 물건의 제출을 명하거나 압수를 할 수 있다.  <개정 2011.7.18.>
② 삭제  <2011.7.18.>
③제1항에 따른 처분을 할 때에는 발신인이나 수신인에게 그 취지를 통지하여야 한다. 단, 심리에 방해될 염려가 있는 경우에는 예외로 한다.  <개정 2011.7.18.>

第107條(郵遞物의 押收) ① 법원은 필요한 때에는 피고사건과 관계가 있다고 인정할 수 있는 것에 한정하여 우체물 또는 「통신비밀보호법」 제2조제3호에 따른 전기통신(이하 "전기통신"이라 한다)에 관한 것으로서 체신관서, 그 밖의 관련 기관 등이 소지 또는 보관하는 물건의 제출을 명하거나 압수를 할 수 있다.  <개정 2011.7.18.>
② 삭제  <2011.7.18.>
③제1항에 따른 處分을 할 때에는 發信人이나 受信人에게 그 趣旨를 通知하여야 한다. 但, 審理에 妨害될 念慮가 있는 境遇에는 例外로 한다.  <개정 2011.7.18.>

## 참고 문헌
- 손동권 신이철, 새로운 형사소송법(초판, 2013), 세창, 2013. ISBN 9788984114081

## 같이 보기
- 압수